# Max Schmidt (Maler, 1818)

Max Schmidt

Max Schmidt (* 23. August 1818 in Berlin; † 8. Januar 1901 in Königsberg i. Pr.) war ein deutscher Maler.

## Leben
Mit Carl Steffeck verbrachte Schmidt seine Freizeit in der Werkstatt von Gottfried Schadow mit Aktzeichnen. Er studierte an der Preußischen Akademie der Künste bei Wilhelm Schirmer, Carl Joseph Begas und Carl Krüger. Danach reiste er 1843–1845 mit Albert von Pourtalès von Konstantinopel nach Syrien, Palästina und Ägypten, dann auf die Sinai-Halbinsel und die Arabische Halbinsel, nach Rhodos und Zypern. Weitere Studienreisen nach Korfu, Rom und England folgten. 1868–1872 war er Professor an der Kunstschule Weimar. Seit 1869 Mitglied der Preußischen Akademie der Künste, wurde er 1872 durch Ludwig Rosenfelder an die Kunstakademie Königsberg berufen. 1874–1880 und 1890/91 war er Direktor-Stellvertreter. Er schuf Fresken zur Odyssee in der Aula des Insterburger Gymnasiums. Er erhielt mehrere Medaillen und die Ehrendoktorwürde der Albertus-Universität Königsberg. Er bereiste 1847–1853 Süddeutschland, Italien, die Ionischen Inseln und die Provence. Zurückgekehrt, beteiligte sich Schmidt an der Ausmalung des Ägyptischen Hofes und des Griechischen Saales im Neuen Museum in Berlin. Ab 1868 lehrte er an der Großherzoglich-Sächsischen Kunstschule Weimar.

## Werke
- Der Felsentempel von Abu Simbel. Ägyptischer Hof des Neuen Museums in Berlin
- Der Berg Barkal. Ägyptischer Hof des Neuen Museums in Berlin
- Die Pyramiden von Meroe. Ägyptischer Hof des Neuen Museums in Berlin
- Lykische Grabmäler. Griechischer Saal des Neuen Museums in Berlin
- Hain und Altar des Zeus Lykaios in Arkadien. Griechischer Saal des Neuen Museums in Berlin
- Landschaften aus der Odyssee. Wandmalereien im Gymnasium zu Insterburg
- um 1870 Feuchter Sommertag an einem See. Gemälde, Öl auf Leinwand
- Die Aquarell-Malerei. Bemerkungen über die Technik derselben in ihrer Anwendung auf die Landschaftsmalerei. Theobald Grieben, Berlin 1974, ISBN 978-3845723297.

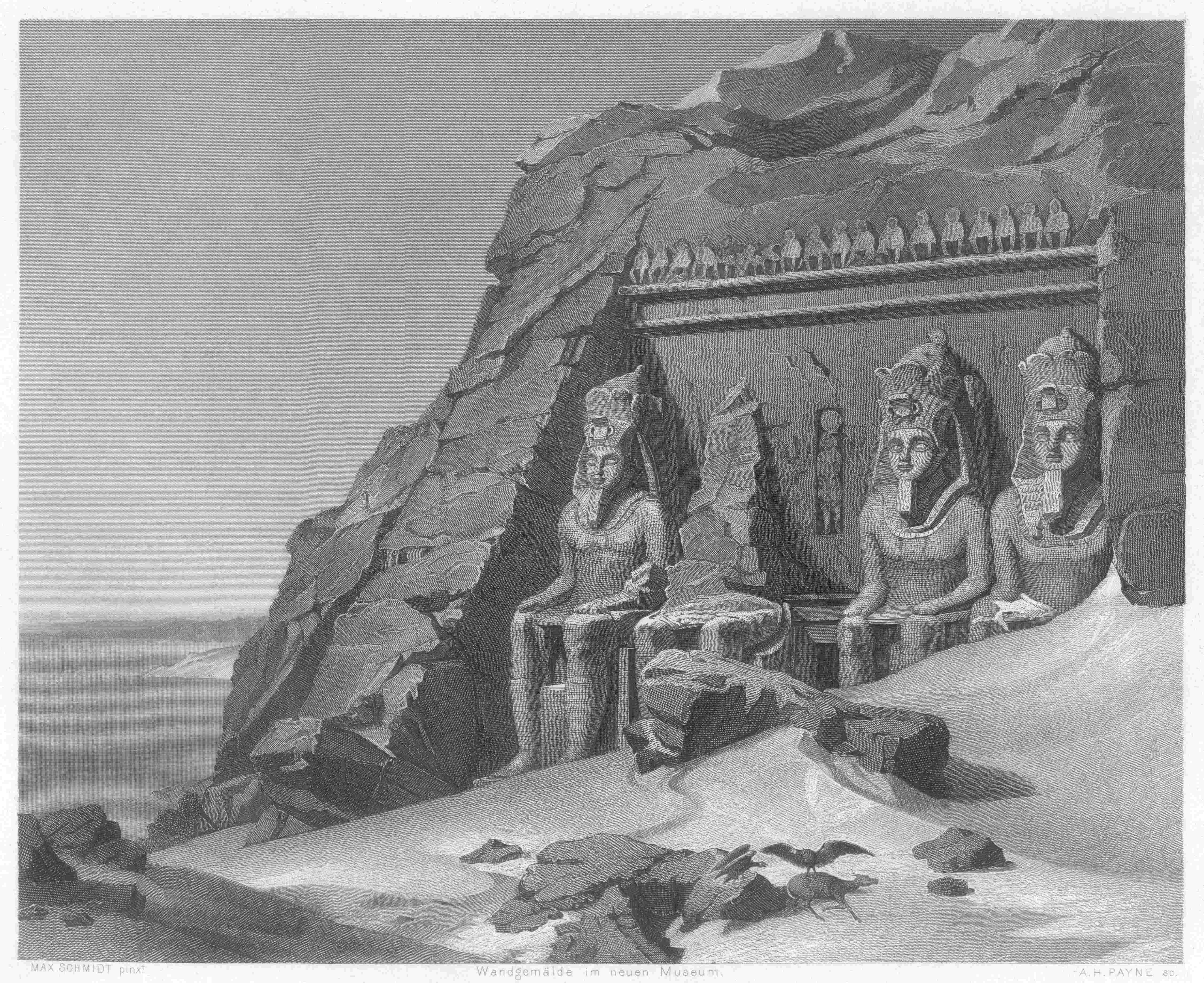
Abu Simbel
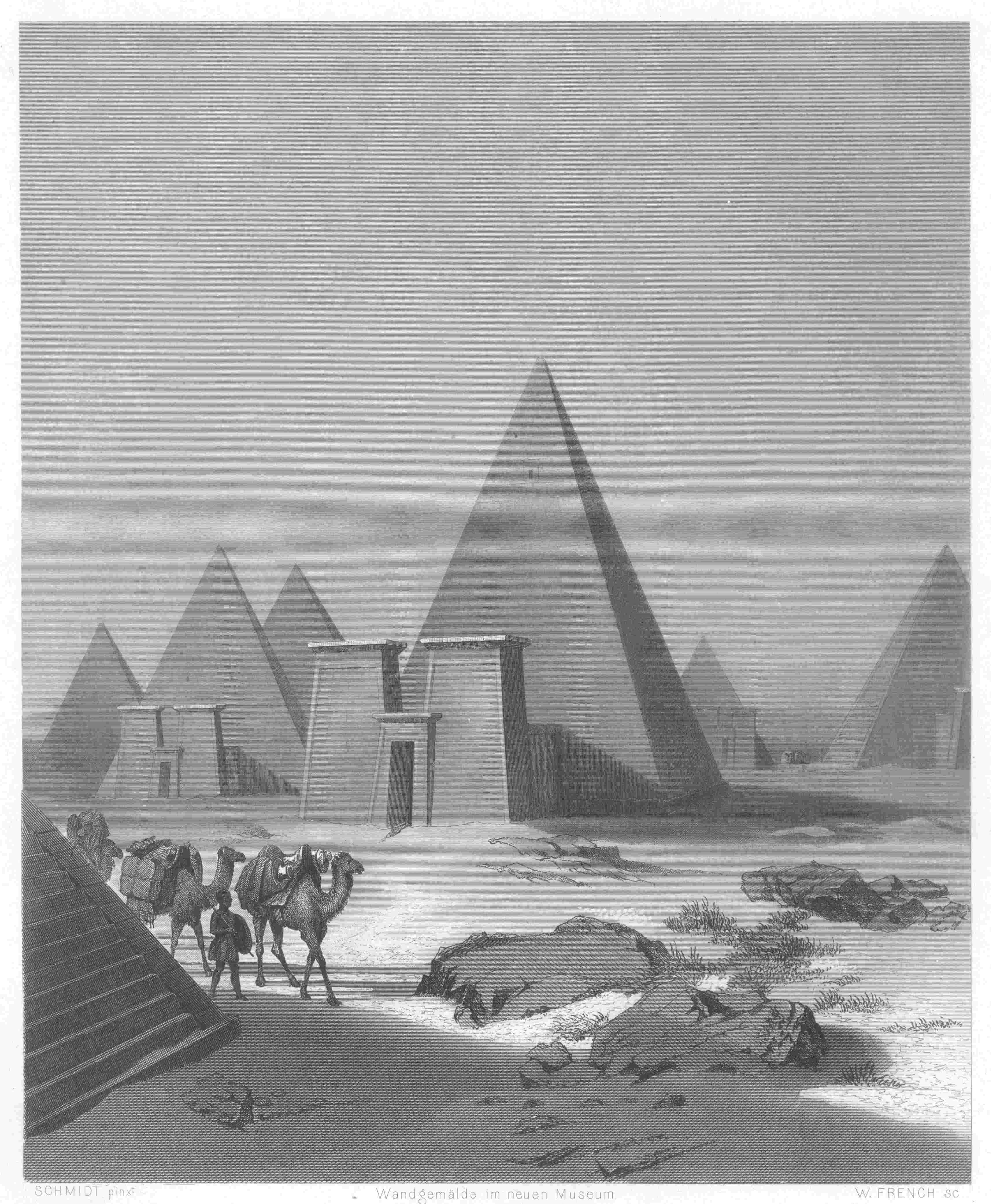
Meroe